# Бикбардинское сельское поселение
Бикбарди́нское се́льское поселе́ние — муниципальное образование в составе Куединского района Пермского края.
Административный центр — село Бикбарда.

## История
В ноябре 2004 года в результате реформы местного самоуправления Законом Пермской области наделёно статусом сельского поселения.

## Символика
Решением Совета депутатов Бикбардинского сельского поселения от 9 марта 2011 года № 4 утверждены герб и флаг поселения. Герб внесен в Государственный геральдический регистр РФ под № 6818. Флаг внесен в Государственный геральдический регистр РФ под № 6819.
Описание герба: «В пересеченном лазурью и зеленью поле, серебряный, вырастающий снизу, цветок дягиля».
Описание флага: «Прямоугольное голубое полотнище с отношением ширины к длине 2:3, разделенное по горизонтали на две равные части: голубую и зелёную и несущую в центре, поверх деления изображение цветка дягиля из герба поселения, выполненное в белом цвете».

## Население
| 2010 | 2012  | 2013  | 2014 | 2015 | 2016 | 2017 |
| ---- | ----- | ----- | ---- | ---- | ---- | ---- |
| 1042 | ↗1071 | ↘1041 | ↘975 | ↘959 | ↘941 | ↘902 |
| 2018 | 2019  | 2020  |      |      |      |      |
| ↘888 | ↘843  | ↘827  |      |      |      |      |

По данным переписи 2010 года численность населения составляла 1042 человека, в том числе 512 мужчин и 530 женщин.

## Состав сельского поселения
| №  | Населённый пункт | Тип населённого пункта       | Население |
| -- | ---------------- | ---------------------------- | --------- |
| 1  | Бикбарда         | село, административный центр | 510       |
| 2  | Казарма 1281 км  | населённый пункт             | 13        |
| 3  | Казарма 1287 км  | населённый пункт             | 2         |
| 4  | Калмияры         | деревня                      | 112       |
| 5  | Ключики          | деревня                      | 22        |
| 6  | Новонатальино    | деревня                      | 24        |
| 7  | Потураевка       | деревня                      | 19        |
| 8  | Русские Чикаши   | село                         | 136       |
| 9  | Степановка       | деревня                      | 11        |
| 10 | Татаро-Чикаши    | деревня                      | 193       |

### Упразднённые населённые пункты
1 июля 2009 года упразднён посёлок разъезда Бикбарда